# Конечна
Конечна (пол. Konieczna) — лемківське село у Польщі, у гміні Устя-Горлицьке Горлицького повіту Малопольського воєводства. Населення — 57 осіб (2011).

## Розташування
Село знаходиться на відстані 16 кілометрів на південний схід від Устя Горлицького, 25 км на південний схід від Горлиців та 121 км на південний схід від Кракова. Конечна розташована у верхів'ї річки Ждиня. Село є кінцевим пунктом воєводської дороги № 997 (починається в Тарнові) — за прикордонним переходом Конечна-Бехерів простягається дорога на Бардіїв.

## Історія
Село закріпачене в 1581 році. Згадується в податковому реєстрі 1581 року як село Петра Гладиша в Бецькому повіті, належало до парохії Боднарка, були 3 волоські подвір'я і господарство солтиса.
Книга народжених церкви у селі зачинається з 24.02.1732 p., з підписом пароха Ждині о. Івана Василькевича про хрещення Іоана сина Іоана Романича, пароха з Реґетова. Найстарша згадка про школу в Конечні походить з 1769 р. і міститься в протоколі, яким тодішній біцький декан о. Щавинський передав о. Іоанови Обушкевичеви приходські темпоралії в Конечні.
Після парохіяльної інвентаризації 1778 р. австрійський уряд вилучив дорогі срібні предмети, видавши натомість нічого не варті облігації.
В 1800 р. до парохії Ждиня приєднано церкву в Конечні. До 1945 р. в селі була дочірня греко-католицька церква парохії Ждиня Горлицького деканату, метричні книги велися від 1732 р.
18 червня (6 за старим стилем) 1849 року для придушення угорського заколоту з Горлиць на Бартфельд через село пройшли російські війська генерал-лейтенанта Купріянова (четверта піхотна дивізія, дві стрілецькі та дві саперні роти, кавалерійська бригада і три сотні донських козаків).
До виселення українців у селі було переважно лемківське населення: з 390 жителів — 370 українців, 20 поляків (прикордонна охорона).
У 1947 році в рамках операції «Вісла» українців-лемків депортовано на понімецькі землі, натомість завезено поляків.

## Демографія
Демографічна структура станом на 31 березня 2011 року:
|          | Загалом | Допрацездатний вік | Працездатний вік | Постпрацездатний вік |
| -------- | ------- | ------------------ | ---------------- | -------------------- |
| Чоловіки | 31      | 5                  | 20               | 6                    |
| Жінки    | 26      | 7                  | 11               | 8                    |
| Разом    | 57      | 12                 | 31               | 14                   |

## Пам'ятки
Об'єкти, перераховані в реєстрі пам'яток Малопольського воєводства:
- В селі є дерев'яна колишня греко-католицька церква святого Василія Великого 1905 р., з 1947 р. були спорадичні римо-католицькі служіння, в 1957—1961 рр. відбувалися греко-католицькі відправи — до арешту священика, з 1961 р. передана православній церкві.
- Поряд є прицерковний цвинтар.
- Військове кладовище № 46 часів Першої світової війни на прицерковному цвинтарі.

Крім того неподалік села є військове кладовище № 47 часів Першої світової війни.